# خوسيه إسكوبار (مصارع رياضي)
خوسيه إسكوبار (بالإسبانية: José Escobar)‏ هو مصارع رياضي كولومبي، ولد في 10 أكتوبر 1975 في كولومبيا.

## وصلات خارجية
- خوسيه إسكوبار على موقع قاعدة بيانات المصارعة الدولية (الإنجليزية)
- خوسيه إسكوبار على موقع أوليمبيديا (الإنجليزية)